# Muni Ki Reti
Muni Ki Reti es un pueblo y  nagar Panchayat situado en el distrito de Tehri Garhwal,  en el estado de Uttarakhand (India). Su población es de 10620 habitantes (2011). Se encuentra a orillas del Ganges, 3 km al norte de la ciudad de perigrinaje de Rishikesh.

## Demografía
Según el censo de 2011 la población de Muni Ki Reti era de 10620 habitantes, de los cuales 6321 eran hombres y 4299 eran mujeres. Muni Ki Reti tiene una tasa media de alfabetización del 85,55%, superior a la media estatal del 78,82%: la alfabetización masculina es del 89,61%, y la alfabetización femenina del 80,85%.